# Sonnenamadine
Der Sonnenamadine (Neochmia phaeton), auch Sonnenastrild genannt, ist eine Art aus der Familie der Prachtfinken. Die Art kommt im Norden Australiens und auf Neuguinea vor. Es werden mehrere Unterarten für diese Art unterschieden.

## Erscheinungsbild und Verbreitungsgebiet
Die Sonnenamadine werden vier verschiedene Unterarten zugeordnet. Die Nominatform (N.p. phaeton) ist vom Nordosten Western Australias bis in den Nordwesten Queenslands verbreitet. Bei dieser Unterart sind sowohl der Schnabel als auch das Gesicht, das Kinn, die Kehle, die Brust sowie die Körperseiten, die Oberschwanzdecken und die oberen Schwanzseiten rot gefärbt. Gelegentlich zeigen sich weiße Punkte auf der Brust. Scheitel, Nacken, Rücken und die Flügeldecken sind grau gefärbt.
Die anderen Unterarten unterscheiden sich geringfügig in ihrer Körperfärbung. Am deutlichsten unterschiedlich gefärbt sind die als Weißbauch-Sonnenastrild bezeichneten Unterarten (N.p. albiventer) und (N. p. evangelinae), die beide einen weißen bis cremefarbenen Bauch besitzen. Letztere Unterart ist die einzige, die auch außerhalb Australiens zu finden ist. Sie findet sich im Flachland des südlichen Neuguineas. Die übrigen Unterarten sind ebenso wie die Nominatform im Norden Australiens beheimatet. N.p. albiventer ist nur auf der Kap-York-Halbinsel zu finden; N. p. iredalei lebt im Nordosten von Queensland.
Die IOC World Bird List akzeptiert nur folgende Unterarten:
- Neochmia phaeton evangelinae D'Albertis & Salvadori, 1879[2] kommt im Neuguineas und auf der Kap-York-Halbinsel vor.
- Neochmia phaeton phaeton (Hombron & Jacquinot, 1841)[3] ist im nördlichen und östlichen Australien verbreitet.

Neochmia phaeton iredalei Mathews, 1912 und Neochmia phaeton albiventer Mathews, 1914 werden als Synonyme zur Nominatform betrachtet.

## Lebensweise
Ähnlich wie die Binsenastrilde leben auch die Sonnenastrilde in der Nähe von Gewässern und Sümpfen. Von allen nordaustralischen Prachtfinken ist diese Art am stärksten an die Nähe von Wasser sowie an eine relativ dichte und hohe Vegetation gebunden. Sie ist entsprechend nur in den feuchten Küstengebieten des äußersten Nordens Australiens flächenartig verbreitet. Im Landesinneren kommt sie nur an schmalen Galeriewaldstreifen an Wasserläufen und den wenigen schilfbestandenen Sumpfflächen vor. Sie hat sich auch menschlichen Siedlungsraum erschlossen und kommt auf Farmen und in Siedlungen vor, wenn diese offene Wasserstellen bieten. Gegenüber dem Menschen ist sie wenig scheu und duldet Annäherungen bis auf wenige Meter. Auf Neuguinea findet sich die Art auch auf Reisfeldern ein. Ansonsten unterscheidet sich ihre Lebensweise sehr von der der Binsenastrilde. Sonnenastrilde brüten niemals in Kolonien und sind in der Brutzeit sehr aggressiv. Sie zeigen kein Kontaktsitzen oder gegenseitiges Gefiederkraulen. Sie sind insgesamt weniger sozial als andere Prachtfinkenarten und bilden keine größeren Schwärme, sondern bestenfalls nach der Brutzeit lockere Verbände von zwei bis drei Familiengruppen, die eine Individualdistanz zwischen einem halben und einem Meter einhalten. Auffallend sind ihre Schwanzbewegungen. Erregte Sonnenastrilde schlagen den Schwanz bis fast zur Senkrechten in die Höhe und lassen ihn dann langsam zurückfallen. Weniger erregte Sonnenastrilde bewegen ihren Schwanz seitlich, bei Streitigkeiten und bei Gefahr wird der Schwanz zusätzlich etwas aufgefächert.
Die Nahrung besteht aus Grassamen. Ähnlich wie beim Binsenastrild machen halbreife Samen einen großen Teil der Nahrung aus. In dem feuchten Lebensraum dieser Prachtfinkenart stehen diese über eine verhältnismäßig lange Zeit zur Verfügung. Die Samen werden fast ausschließlich aus den Ähren geklaubt. Zu Beginn der Brutzeit fressen sie zu einem großen Teil auch Insekten. Dabei handelt es sich um Termiten, Ameisen, aber auch Käfer und Spinnen.

## Fortpflanzung
Die Brutzeit fällt in die zweite Hälfte der Regenzeit, das heißt in die Monate Januar bis April. In der Nähe von künstlichen Wasserstellen kann sich die Brutzeit auch noch bis in den Juni hinziehen. Wie viele andere Prachtfinkenarten zeigt auch das Männchen eine Halmbalz. Dabei hüpft es mit einem Grashalm im Schnabel in großen Sprüngen und mit dem Weibchen zugedrehten Schwanz zur Partnerin hin. In der Nähe des Weibchens hüpft es mit einer fast waagrechten Körperhaltung und steifen Fersengelenken auf der Stelle auf und ab und singt dann.
Das Nest wird aus langen Gräsern sowie Blatt- und Rindenstreifen erbaut. Am Errichten des Nestes ist das Männchen sehr stark beteiligt. Das Gelege besteht aus fünf bis acht Eiern, die von beiden Altvögeln bebrütet werden. Der Brut vorweg geht ein zeitintensives Balzverhalten, bei dem die Partner ihre gegenseitigen Aggressionen abbauen.

## Haltung
Sonnenamadine wurden in Europa erstmals 1861 im Zoologischen Garten in London gezeigt. 1865 importierte Carl Hagenbeck ein Paar dieser Art nach Deutschland. Seitdem ist sie, von den Kriegs- und Nachkriegsjahren abgesehen, fast ununterbrochen im Handel. Sie wird jedoch in der Regel nur in kleinen Stückzahlen eingeführt. Mittlerweile wird sie sehr regelmäßig nachgezüchtet.

## Belege

### Einzelbelege
1. ↑  IOC World Bird List Waxbills, parrotfinches, munias, whydahs, Olive Warbler, accentors, pipits
2. ↑  Luigi Maria d’Albertis u. a. (1879), S. 89.
3. ↑  Jacques Bernard Hombron u. a. (1841), S. 314.
4. ↑  Gregory Mathews (1912), S. 434.
5. ↑  Gregory Mathews (1914), S. 104.
6. ↑  Nicolai et al., S. 56.
7. ↑  Clement et al., S. 391.
8. ↑  Nicolai et al., S. 57.
9. ↑  Nicolai et al., S. 60.
10. ↑  Nicolai et al., S. 59.
11. ↑  Nicolai et al., S. 64.